# ماجي الحلواني
الدكتورة ماجي حسين الحلواني، أكاديمية مصرية، شغلت العديد من المناصب ومنها: عضو مجلس الشوري المصري و عضو مجلس الاتحاد المصري لكرة القدم و عضو مجلس أمناء اتحاد الإذاعة والتلفزيون، وعضوة لجنة الكتاب بالمجلس الأعلى للثقافة ونائبة رئيس لجنة الدراسات الإعلامية بالمجلس الأعلى للجامعات، كما شغلت ايضاً منصب عميد كلية الإعلام جامعة القاهرة وعميدة الأكاديمية الدولية لعلوم الإعلام، وتشغل حالياً منصب عميدة الكلية الكندية حاليا.
تعد هي أول من اهتم بمادة الأخراج الصحفى وأول باحثة في هذا المجال في مصر وأول أكاديمية تتولى منصب عضوة للجان التحكيم في مهرجان الإذاعة والتليفزيون وثاني سيدة في تاريخ كلية الإعلام تتولى منصب العمادة.
حصلت على العديد من الأوسمة والتكريمات ومنها وسام فارس من الحكومة الفرنسية وجائزة الأمم المتحدة للمنظمات الدولية وجائزة التفوق من وزارة الثقافة ودرع جامعة الدول العربية ودرع جامعة الأزهر الشريف.
تنتمي إلى عائلة كروية شهيرة، فهي والدة اللاعب المصري المعتزل حازم إمام وزوجها هو اللاعب المصري الراحل حمادة إمام.

## حياتها وتعليمها
ولدت عام 1948 بالقاهرة، والدها هو اللواء حسين الحلواني مدير سلاح المهندسين بالقوات المسلحة، حصلت على ليسانس الآداب قسم صحافة عام 1967 ثم ماجستير في الاخراج الصحفى كلية الإعلام جامعة القاهرة 1973 ثم الدكتوراه عن التليفزيون التعليمى كدراسة مقارنة بين فرنسا ومصر من جامعة القاهرة عام 1977.
وفيما بعد صارت استاذاً في كلية الإعلام جامعة القاهرة ثم أصبحت عميدة كلية الإعلام جامعة القاهرة عام 2002 وكانت ثاني سيدة في تاريخ كلية الإعلام تتولى منصب العمادة.

## مناصب
في عام 2004 تم تعينها كعضو في مجلس الشورى المصري، وهي عميدة كلية الإعلام جامعة القاهرة سابقاً وعميدة الأكاديمية الدولية لعلوم الإعلام سابقاً.
ثم عضوة في مجلس الاتحاد المصري لكرة القدم عام 2009، وعضوة في مجلس أمناء اتحاد الإذاعة والتليفزيون ثم منصب عضوة للجان التحكيم في مهرجان الإداعة والتليفزيون وكانت أول أكاديمية تتولى ذلك، ثم عضوة في لجنة وضع معايير الجودة والاعتماد بالتعليم الجامعي والعالي وعضوة لجنة الكتاب بالمجلس الأعلى للثقافة ونائبة رئيس لجنة الدراسات الإعلامية بالمجلس الأعلى للجامعات 2003-2007.

## أوسمة وتكريم
- جائزة الأمم المتحدة للمنظمات الدولية، مارس 1997[12]
- وسام فارس الذي تمنحه الحكومة الفرنسية من السفارة الفرنسية بالقاهرة، 2007.[13]
- جائزة التفوق من وزارة الثقافة، 2007.
- التكريم والحصول على درع جامعة الدول العربية نوفمبر 2006.
- التكريم والحصول على درع جامعة الأزهر الشريف نوفمبر 2006.[7]
- جائزة جامعة القاهرة التقديرية عام 2020.[14][15]

## مؤلفاتها
صدر لها العديد من الكتب والمؤلفات في مجال الإعلام ومنها:
- الأنظمة الإذاعية في الدول العربية 1987.[16]
- المدخل إلى حرفية الفن الاذاعى 2002 - مكتبة الأنجلو المصرية.[17]
- الإعلام الإذاعي والتليفزيوني و الفضائي 2008.[18]
- المواطنة في مصر والدول العربية : (دراسة مقارنة) 2016.[19]

## حياتها الشخصية
تزوجت من اللواء ولاعب كرة القدم الراحل حمادة إمام عام 1968 وهو أبن حارس المرمى المعروف يحيى إمام، وأنجبت أشرف وحازم، وتعد من كبار داعمي نادي الزمالك منذ صغرها.